# Fahy
Fahy is een gemeente en plaats in het Zwitserse kanton Jura, en maakt deel uit van het district Porrentruy.
Fahy telde eind 2012 ca. 370 inwoners.